# Everybody (EP)
Everybody es el quinto extended play de la boy band surcoreana Shinee. Fue publicado oficialmente el 14 de octubre de 2013 en plataformas digitales y físicamente a nivel mundial, por SM Entertainment, bajo la distribución de KT Music. Contiene un total de 7 canciones, incluyendo el sencillo principal «Everybody». El EP incorpora complextro y R&B slow jam como géneros musicales. Durante las semanas posteriores al lanzamiento, Shinee promocionó el álbum en distintos programas musicales surcoreanos, incluyendo M! Countdown e Inkigayo. El EP fue comercialmente exitoso en Corea del Sur, lideró las listas de popularidad surcoreanas y vendió más de 140,000 copias. 

## Antecedentes y lanzamiento

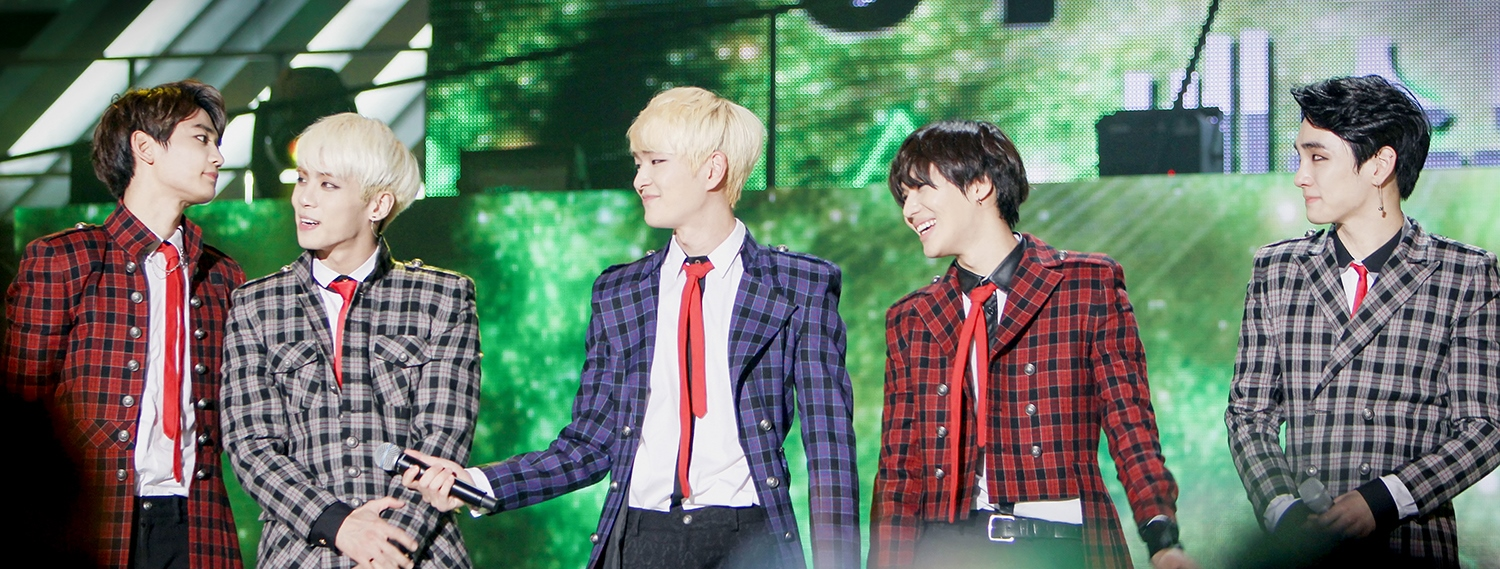
Shinee en los premios Melon Music Awards, en noviembre de 2013.

El 4 de octubre de 2013, S.M. Entertainment publicó un video lírico de una nueva canción, «Symptoms», escrita por Jonghyun, uno de los vocalistas principales del grupo. Además se declaró que la música estaba compuesta por el dúo The Underdogs, quienes habían trabajado previamente en otras canciones de la agrupación, tales como «Julliete», «Spoiler» y «Selene 6.23». Previo al lanzamiento oficial del EP, Shinee presentó el sencillo Everybody por primera vez durante el Gangnam Hallyu Festival de 2013, el 6 de octubre. La discográfica publicó Everybody oficialmente en plataformas digitales y formato de disco compacto el 14 de octubre de 2013. El grupo inició las promociones para el sencillo «Everybody» el 10 de octubre presentándose en Mnet M! Countdown y terminó el 17 de noviembre de 2013 en Inkigayo.
Después del lanzamiento, el EP entró se posicionó en el puesto número #1 de la lista de popularidad surcoreana Gaon Music Chart. Everybody contiene un total de siete canciones. La vestimenta que el grupo usó para la portada del EP y para el vídeo musical del sencillo principal fueron hechos por el diseñador estadounidense Thom Browne e incluidos en su colección 2014 S/S Collection. El sencillo principal «Everybody» está clasificado bajo del género complextro y fue coreografiado por Tony Testa, quien trabajó con Shinee previamente en sus éxitos «Sherlock» y «Dream Girl». El director artístico Hwang Sanghoon (conocido como Greg) también participó en la coreografía. El vídeo musical de «Everybody» fue publicado por SM Entertainment el 10 de octubre.
El 20 de diciembre, Shinee publicó un video musical de «Colorful», para agradecer a sus seguidores por su largo y continuo apoyo. Incluye fragmentos de vídeos de los miembros del grupo durante sus actividades promocionales en 2013.

## Recepción

### Comercial
Hasta el 2014, el EP ha vendido más de 140,000 copias.

### Crítica
Jeff Benjamin de Billboard elogió el sencillo Everybody, manifestando que «La carga electrónica está aderezada con dulces armonías vocales de boy band, que resultan en una canción electro-pop fácil de digerir». Aun así, la coreografía de la canción fue la cúspide para el columnista, que afirmó «es el punto más impresionante del regreso de Shinee».

## Lista de canciones
Créditos adaptados de la página oficial de Shinee.
| N.º   | Título                           | Letras                | Música                                                                   | Arreglo                                        | Duración |  |
| 1.    | «Everybody»                      | Cho Yoon-kyung        | Thomas Troelsen • Coach & Sendo • Yoo Young-jin                          | Coach & Sendo                                  | 4:09     |  |
| 2.    | «상사병» (Symptoms)              | Kim Jong-hyun         | The Underdogs                                                            | The Underdogs                                  | 3:49     |  |
| 3.    | «빗 속 뉴욕» (Queen of New York) | Kenzie                | Kenzie · Kim Jung-bae · Andrew Choi                                      | Kenzie                                         | 3:19     |  |
| 4.    | «1분만» (One Minute Back)        | Jeon Gan-di           | Fredrik Häggstam · Sebastian Lundberg · Johan Gustafson · Andrew Jackson | Trinity Music · Jackson                        |          |  |
| 5.    | «Destination»                    |                       |                                                                          | Wik · Crichlow · Lidbom · Beauvoir · Escoffery | 3:40     |  |
| 6.    | «닫아줘» (Close the Door)        | Jinbo · Min-ho        | Jinbo                                                                    | Jinbo                                          | 4:01     |  |
| 7.    | «Colorful»                       | Gan-di · Min-ho · Key | Stephan Elfgren · Anders Wigelius                                        | Elfgren · Wigelius                             | 4:07     |  |
| 26:50 |                                  |                       |                                                                          |                                                |          |  |

## Posicionamientos
| País           | Lista                    | Mejor posición |
| -------------- | ------------------------ | -------------- |
| Corea del Sur  | Gaon Weekly album chart  | 1              |
| Corea del Sur  | Gaon Monthly album chart | 1              |
| Corea del Sur  | Gaon Digital Chart       | 1              |
| Estados Unidos | Billboard World Albums   | 2              |
| Estados Unidos | Billboard Heatseekers    | 20             |

## Premios

### Premios en shows musicales
| Canción                   | Programa              | Fecha |
| ------------------------- | --------------------- | ----- |
| Everybody                 |                       |       |
| Show Champion (MBC Music) | 23 de octubre de 2013 |       |
| Show Champion (MBC Music) | 30 de octubre de 2013 |       |
| Music Bank (KBS)          | 25 de octubre de 2013 |       |
| Show! Music Core (MBC)    | 26 de octubre de 2013 |       |
| Inkigayo (SBS)            | 27 de octubre de 2013 |       |
| M Countdown (Mnet)        | 31 de octubre de 2013 |       |

## Historial de lanzamiento
| País          | Fecha                                       | Formato              | Discográfica               |
| ------------- | ------------------------------------------- | -------------------- | -------------------------- |
| Mundialmente  | 14 de octubre de 2013                       | Descarga digital     | SM Entertainment           |
| Corea del Sur | 14 de octubre de 2013                       | CD, Descarga digital | SM Entertainment, KT Music |
| Taiwán        | 6 de noviembre de 2013                      | CD                   | Avex Taiwan                |
| Taiwán        | 18 de noviembre de 2013 (Edición Taiwanesa) | CD                   | Avex Taiwan                |